# Джоя руда

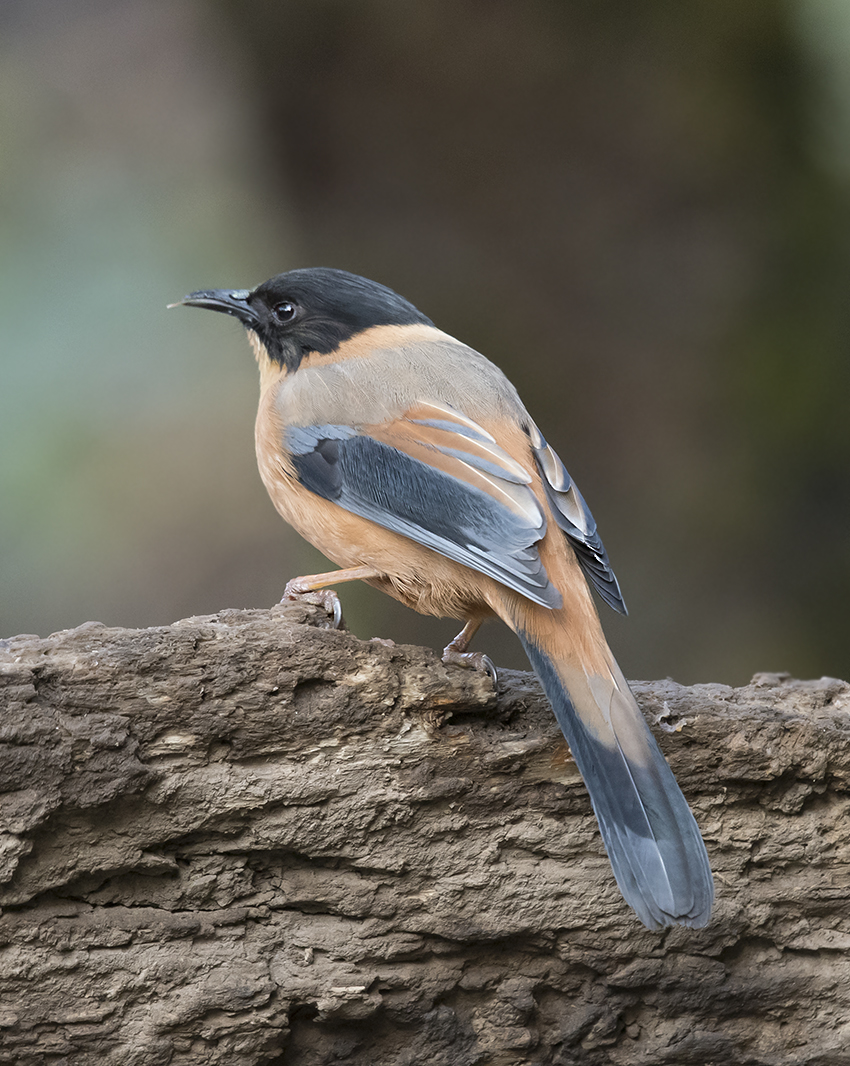
Руда джоя (Фаридабад, Хар'яна, Індія)

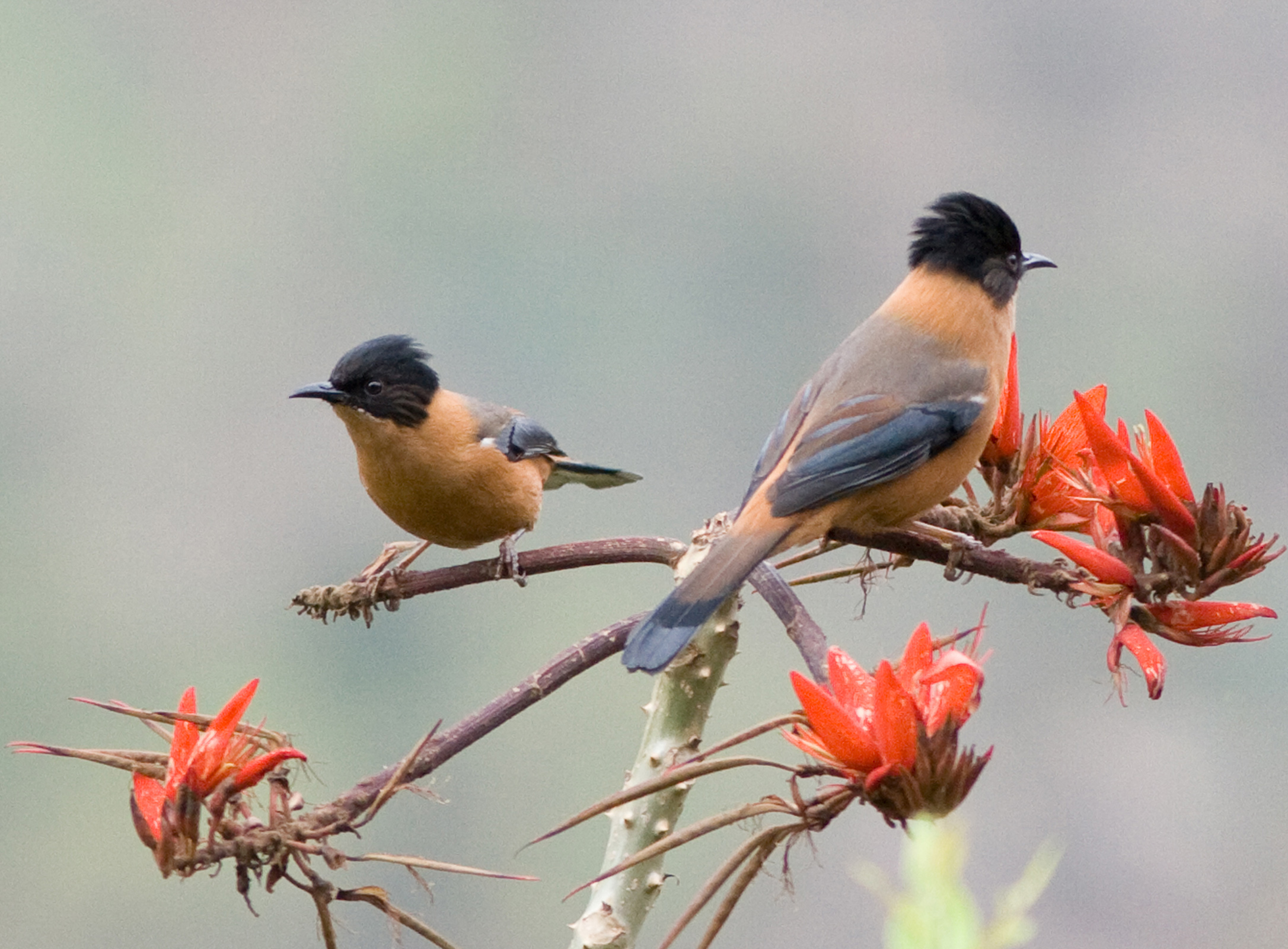
Руді джої (Сіккім, Індія)

Джо́я руда (Heterophasia capistrata) — вид горобцеподібних птахів родини Leiothrichidae. Мешкає в Гімалаях.

## Підвиди
Виділяють три підвиди:
- H. c. capistrata (Vigors, 1831) — західні Гімалаї (від Пакистану до Гархвалу);
- H. c. nigriceps (Hodgson, 1839) — центральні Гімалаї (від Кумаону до центрального Непалу);
- H. c. bayleyi (Kinnear, 1939) — східні Гімалаї (від східного Непалу до Сіккіму, Бутану, південного Тибету і північного Ассаму).

## Поширення і екологія
Руді джої мешкають в Пакистані, Індії, Непалі, Бутані і Китаї. Вони живуть у вічнозелених і хвойних гірських лісах, в чагарникових заростях, в садах і на полях. Зустрічаються на висоті від 1200 до 3410 м над рівнем моря. Живляться ягодами і комахами.